# هوندا سي بي آر 250 آر (2011)
هوندا سي بي آر 250 آر(بالإنجليزية: Honda CBR250R (2011))‏ هي دراجة نارية من تصنيع هوندا.